# Wasserionisator
Ein Wasserionisator (auch Wasserionisierer) ist ein Haushaltsgerät zur Veränderung des pH-Wertes von Trinkwasser. Durch Elektrolyse wird das durchströmende Wasser in saure und alkalische Komponenten getrennt. Laut Herstellerangaben können pH-Werte zwischen 2,5 (stark sauer) und 11,5 (stark alkalisch) erzielt werden.
Befürwortern zufolge führe der Konsum von alkalischem Wasser zu einer Vielzahl von gesundheitlichen Vorteilen. Diese Behauptungen sind der alternativmedizinischen Lehre der basischen Ernährung zuzuordnen und verletzen grundlegende Prinzipien der Chemie und Physiologie. Es gibt keine medizinischen Belege für gesundheitliche Vorteile basischen Wassers; umfangreiche wissenschaftliche Studien haben viele der Behauptungen mittlerweile sogar widerlegt.
Die Verbreitung der Apparate begann ursprünglich in Japan und anderen ostasiatischen Ländern, mittlerweile werden sie auch in den USA und Europa vertrieben. Dabei setzen die Hersteller meist auf Network Marketing als Vertriebsmodell.

## Gesundheitsversprechen
Insbesondere auf dem amerikanischen und japanischen Markt werden Wasserionisierer häufig auf der Grundlage von gesundheitsbezogenen Versprechen beworben, die sich auf den Konsum des durch sie erzeugten alkalischen Wassers konzentrieren. Dabei wird mitunter behauptet, das Wasser habe die Fähigkeit, das Altern zu verlangsamen, Krankheiten vorzubeugen, dem Körper mehr Energie zu geben und angeblich schädliche Auswirkungen von sauren Lebensmitteln auszugleichen. Einige Befürworter stellen gar einen Zusammenhang zwischen der Aufnahme von alkalischem Wasser und der Krebsprävention her. Es gibt jedoch keine wissenschaftlichen Beweise für einen solchen Zusammenhang.
Mitunter wird auch behauptet, dass der Prozess der Elektrolyse die Struktur des Wassers von großen nicht bioverfügbaren Wasserclustern zu kleinen bioverfügbaren Wasserclustern, sogenannten „Mikroclustern“, verändere. Auch dies entbehrt jeglicher Evidenz.

## Kritik
Es gibt keine empirischen Beweise dafür, dass der Konsum alkalischen Wassers eine spürbar positive Auswirkung auf die Gesundheit hat. Mehrere Krebsgesellschaften, darunter die Canadian Cancer Society und das American Institute for Cancer Research, kritisieren die unbelegten Behauptungen im Bezug auf Krebsheilung scharf.
Das Trinken ionisierten oder alkalischen Wassers verändert den pH-Wert des Körpers aufgrund der Säure-Basen-Homöostase nicht, somit fehlt die Grundlage für einen Wirkmechanismus.

## Vermarktung in Deutschland
Bekanntester Hersteller ist das japanische Unternehmen Enagic, welches das mit seinen Apparaten hergestellte alkalische Wasser als Kangen-Wasser bezeichnet. Als Vertriebsmodell wird dabei Network Marketing eingesetzt, wobei meist fachliche Laien als sogenannte Berater agieren. Dieses Modell ermöglicht es, durch fehlende Vergleichsmöglichkeiten deutlich höhere Preise durchzusetzen. Zudem können durch Provisionsversprechen immer neue Berater, meist als nebenberuflich Selbständige, angeworben werden. Das in Deutschland geltende Verbot für Heilversprechen wird während der Vorführungen meist dadurch umgangen, dass positive gesundheitliche Effekte anhand von behaupteten Erfahrungsberichten vorausgewählter Protagonisten gezeigt werden. Auch hierbei fehlt in der Regel jegliche wissenschaftliche Evidenz für die behaupteten Zusammenhänge. Einige Berater treten in sozialen Medien als Influencer auf, um mit ihren subjektiven Erfahrungsberichten über Instagram und YouTube neue Kunden und weitere Berater zu gewinnen. Durch ihre Provisionsabhängigkeit ist jedoch keinerlei Neutralität gegeben.